# Wilhelm Weiland
Wilhelm Weiland (* 19. September 1883 in Gutschdorf, Kreis Striegau; † 19. August 1959 in Dresden) war ein deutscher Jurist. Er war von 1945 bis 1948 Präsident des Oberlandesgerichtes Dresden.

## Leben
Weiland absolvierte nach dem Abitur im Jahr 1903 einen freiwilligen Wehrdienst von 1903 bis 1904 in Bautzen, zuletzt als Unteroffizier der Reserve. Er studierte von 1903 bis 1907 Rechtswissenschaften an der Universität Leipzig und in Berlin. Seine erste Juristische Prüfung legte er 1907 in Leipzig ab und machte von 1907 bis 1912 sein Referendariat sowie ein kaufmännisches Volontariat in Oschersleben. Nach Ablegen der zweiten Juristischen Prüfung in Dresden war er von 1912 bis 1913 Gerichtsassessor beim Amtsgericht Dresden sowie beim Amtsgericht Bischofswerda.
Von 1914 bis 1918 nahm er am Ersten Weltkrieg teil, zuletzt als Hauptmann der Reserve. Währenddessen war er von 1914 bis 1924 als Staatsanwalt, ab 1922 Oberstaatsanwalt sowie Behördenvorstand in Bautzen tätig. Von 1922 bis 1924 engagierte er sich als sozialdemokratischer Stadtverordneter von Bautzen. Im Jahr 1924 stieg er zum Direktor des Amtsgerichtes Dresden auf, wurde jedoch im Jahr 1933 aus dem Staatsdienst mit der Begründung von „politischer Unzuverlässigkeit“ entlassen. Zur Zeit des Nationalsozialismus arbeitete er von 1933 bis 1945 als Generalvertreter der Nürnberger Lebensversicherung AG.
Im Jahr 1945 übernahm er das Amt des Vorstandes des Amtsgerichtes Freital und wurde Sachsens Beauftragter für die Neugestaltung der Justiz. Noch im gleichen Jahr wurde er Präsident des Oberlandesgerichtes Dresden und blieb dies bis 1948. Er leitete zudem im Jahr 1946 den ersten Ausbildungslehrgang für Richter und Staatsanwälte als Lehrer für Strafrecht und Strafprozess in Bad Schandau. Von 1948 bis zu seiner Emeritierung im Jahr 1951 war er Professor für Strafrecht an der Universität Rostock. Bei der Universität Rostock war er zudem von 1949 bis 1950 Dekan und von 1949 bis 1951 Institutsdirektor. Des Weiteren war er bereits ab 1921 Mitglied, später zweiter Vorsitzender des Republikanischen Richterbundes und ab 1945 Mitglied im Stadtrechtsbeirat von Freital.
Sein Vater war Zuckerfabriksdirektor Wilhelm Weiland, welcher 1921 starb. Die Mutter war Elisabeth Weiland (geb. Fuchs).